# Revenge porn
Pour le livre, voir Nathalie Koah (§ Revenge Porn, livre autobiographique).

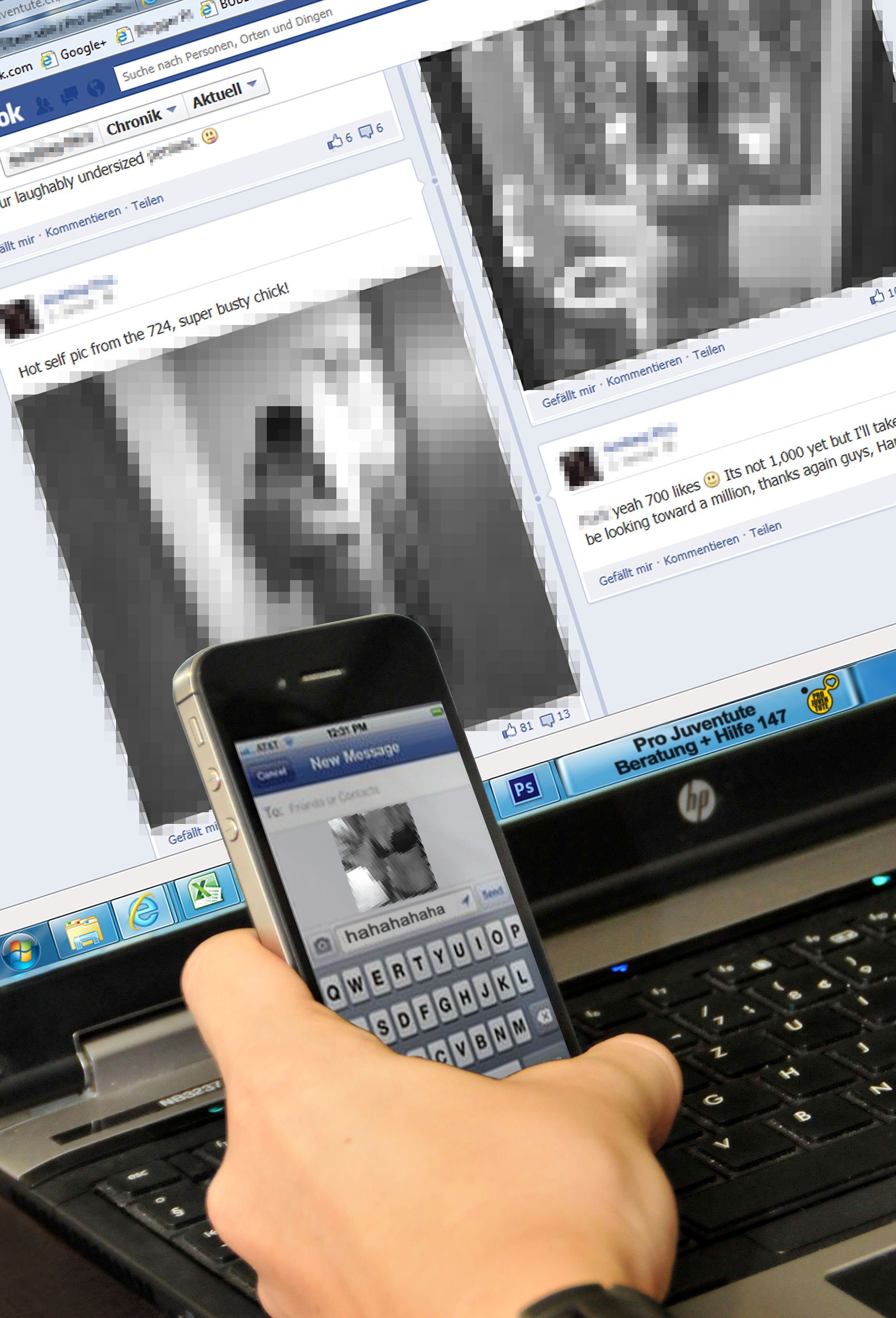
Revenge porn sur Facebook.

Le revenge porn, en français la pornodivulgation, est un contenu sexuellement explicite publiquement partagé en ligne sans le consentement de la ou des personnes concernées,, en guise de « vengeance ».
Le revenge porn peut être mis en ligne par un ex-partenaire avec l'intention d'agresser et de nuire à la personne figurant sur la photo ou la vidéo. Elle peut aussi être mise en ligne par un pirate qui exigera une somme d'argent pour supprimer le contenu exposé,.
Plusieurs des images de revenge porn sont des photos ou des selfies pris par les intéressés eux-mêmes. Les victimes sont principalement des femmes. Les images explicites téléchargées sont souvent accompagnées de renseignements personnels comme le nom complet de la personne ou des liens vers des profils sur des réseaux sociaux,. Parmi les juridictions qui ont adopté des lois contre le revenge porn, on retrouve Israël, l'Allemagne et seize États des États-Unis.
Elles sont diffusées sur des « comptes fisha » (« affiche » en verlan), des comptes Snapchat ou d’autres réseaux sociaux créés pour « afficher » d’autres adolescents.
Le jugement moral de la société sur la sexualité des victimes livre celles-ci aux harcèlements. Après la publication des contenus, la victime est livrée aux insultes, menaces ou agressions.
Le public prend souvent connaissance de ce phénomène via des faits divers de suicide de victimes poussées à bout. Des collectifs de victimes s'engagent également un peu partout dans le monde pour criminaliser cette pratique.
Même lorsque les cas sont présentés à la justice, les victimes peinent à se faire entendre.

## Histoire
Dans les années 1980, le magazine Hustler a inauguré une rubrique mensuelle, intitulée Beaver Hunt (en) (« chasse aux minous »), d'images de femmes nues soumises par des lecteurs. Les photographies de cette rubrique étaient souvent accompagnées de détails sur la femme, comme ses hobbies, ses fantasmes sexuels, et parfois son nom. Les femmes en vedette dans Beaver Hunt n'avaient pas toutes envoyé leurs photos elles-mêmes et plusieurs ont poursuivi le magazine pour la publication de leurs photos sans leur permission.
Deux décennies plus tard, le chercheur italien Sergio Messina a identifié un nouveau genre de pornographie qu'il a appelé realcore pornographie. Cette pornographie était basée sur des images et des vidéos d'ex-petites amies distribuées par groupes Usenet. En 2008, l'agrégateur de pornographie amateur Xtube (en) a commencé à recevoir des plaintes selon lesquelles du contenu pornographique avait été posté sans le consentement des sujets. Plusieurs sites ont commencé à afficher de la pornographie consensuelle simulant du revenge porn, ainsi que du contenu soumis par les utilisateurs « authentiques ».
Le revenge porn a commencé à attirer l'attention des médias internationaux quand Hunter Moore a lancé le site Is Anyone Up? en 2010. Le site, qui présentait de la pornographie soumise par les utilisateurs, fut l'un des premiers à adopter le modèle initié par Beaver Hunt : IsAnyoneUp comprenait souvent des informations permettant d'identifier des personnes présentées (noms, employeurs, adresses et liens vers des profils sur les réseaux sociaux).
En août 2012, la Cyber Civil Rights Initiative a lancé une campagne en ligne contre le revenge porn, ou, selon ses termes, la « pornographie non consensuelle ». Le groupe considère qu'il s'agit là d'une forme d'abus sexuels. Le site endrevengeporn.org, fondé par Holly Jacobs et géré par la Cyber Civil Rights Initiative héberge des pétitions demandant la criminalisation du revenge porn.
En février 2015, le site de discussion en ligne Reddit a annoncé un changement important de sa politique de confidentialité pour interdire l'affichage de contenu sexuellement explicite sans le consentement des personnes représentées. La société a affirmé que sa politique concernant la pornographie illicite - photos et vidéos - était un sujet explosif. En mars 2015, l'interdiction de ce type de pornographie entre en vigueur.
En mars 2015, Twitter a emboîté le pas avec de nouvelles règles pour traiter l'affichage de contenu non autorisé et spécifiquement de revenge porn. Twitter a déclaré qu'il retirerait, à partir du 11 mars, tout lien vers une photo, une vidéo ou une image numérique d'une personne nue ou engagée dans un acte sexuel si cet élément avait été publié sans le consentement de la personne représentée-. Selon un article du Washington Post sur la nouvelle politique de Twitter, s'il est établi qu'un compte a violé les règles, le personnel de Twitter cachera le tweet et pourra bloquer le compte de l'auteur.

## Législation
Des victimes de revenge porn ont cherché des voies de recours devant les tribunaux. Le tort subi, la violation de la vie privée, la violation du droit d'auteur et les lois criminelles permettent d'engager des poursuites,.

### Amérique du Nord

#### Canada
Le Canada a criminalisé le revenge porn en 2014 avec le passage de la Loi sur la protection des Canadiens contre la cybercriminalité.

#### États-Unis
Plusieurs États américains ont adopté des lois criminalisant le revenge porn. Seize États ont des lois expressément applicables à ce phénomène : l'Alaska, l'Arizona, la Californie, le Colorado, le Delaware, la Géorgie, Hawaii, l'Idaho, l'Illinois, le Maryland, le New Jersey, l'Idaho, la Pennsylvanie, le Texas, l'Utah, la Virginie et le Wisconsin.
La loi du New Jersey interdit la distribution de photographies et de films sexuellement explicites par toute personne qui n'est pas autorisée ou n'a pas le privilège de le faire et sans le consentement des sujets concernés. La loi a été utilisée pour poursuivre Dharun Ravi, l'étudiant de Rutgers, qui avait distribué des images webcam de son colocataire Tyler Clementi au cours d'une activité sexuelle, ce qui avait conduit au suicide de Clementi. La loi a également été utilisée pour poursuivre plusieurs hommes qui avaient distribué des images de revenge porn de leurs ex-petites amies.
Certains chercheurs ont fait valoir que les nouvelles lois pénales destinées à lutter contre le revenge porn sont susceptibles d'être trop larges, ce qui entraîne des conséquences inattendues.

##### Poursuites pénales

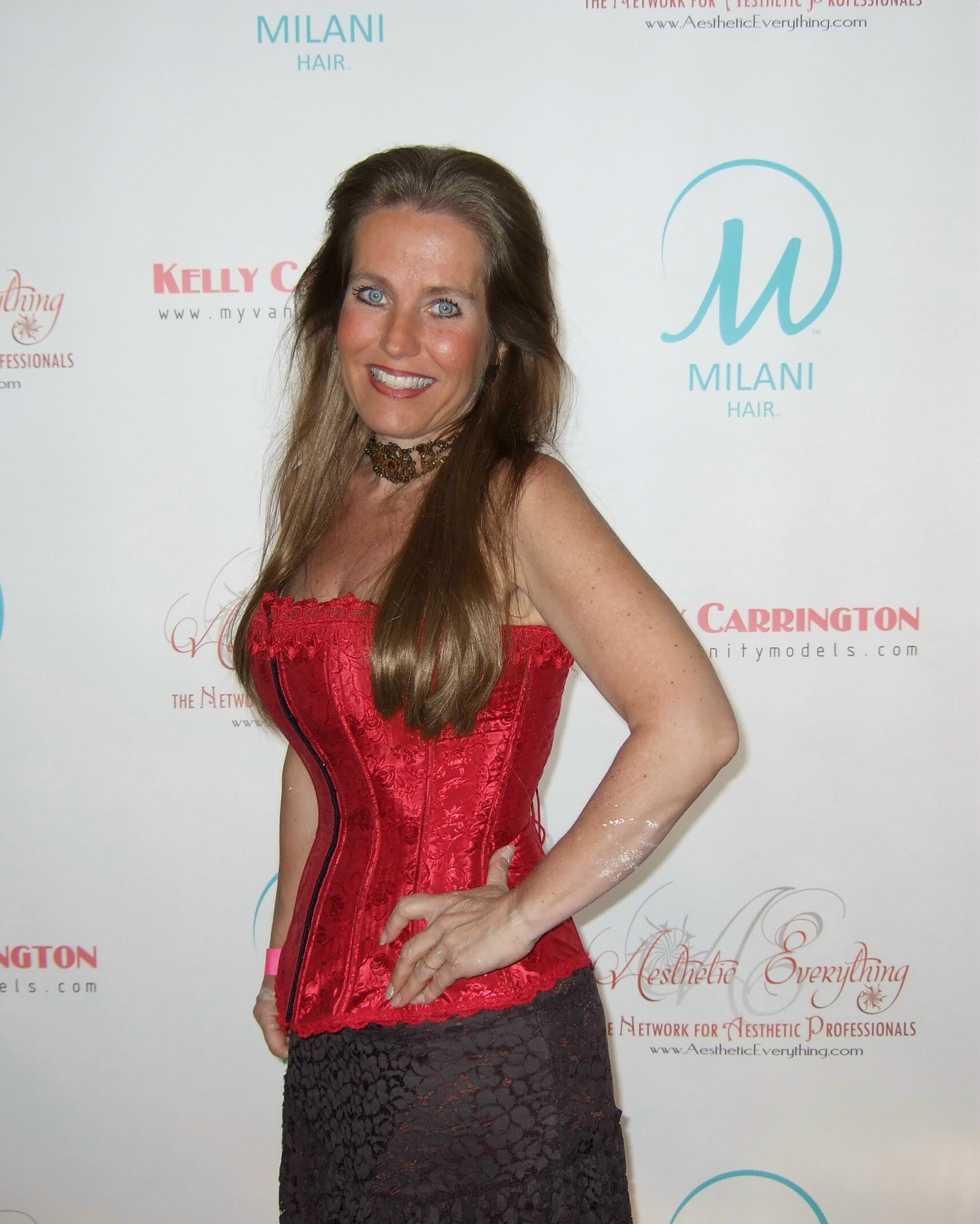
Charlotte Laws.

Plusieurs sites de revenge porn bien connus, y compris IsAnyoneUp et Texxxan, ont été fermés en réponse à une action en justice ou à une menace de poursuite. Les activités du premier site ont été scrutées par le FBI après qu'une militante anti-revenge porn, Charlotte Laws (en), a découvert des activités de piratage associées au site. Des inculpations ont été prononcées en janvier 2014 pour le propriétaire du site et de ses complices ; leur procès devait commencer en novembre 2014 à Los Angeles.
En décembre 2013, procureur général de Californie, Kamala Harris, a poursuivi Kevin Bollaert, qui opérait le site de revenge porn UGotPosted, de 31 accusations, incluant l'extorsion et le vol d'identité,. En mars 2014, parce que la victime avait moins de 18 ans sur les photos, un tribunal de l'Ohio a condamné Bollaert à des dommages de 385 000 $. En avril 2015, Bollaert a été condamné à 18 ans de prison. S'assoir derrière un ordinateur, commettre ce qui est essentiellement un acte lâche et criminel, ne protégera pas les prédateurs de la loi ou la prison", a déclaré le procureur général Harris suivant le verdict.
Hunter Moore, le fondateur du site pornographique IsAnyoneUp, a été inculpé de quinze chefs d'accusation en janvier 2014, notamment de complot pour violer le Computer Fraud and Abuse Act, une loi antipiratage ; selon les charges du FBI, Moore avait payé un pirate informatique pour extraire des images explicites pour alimenter son site.
En décembre 2014, un homme a été condamné à la prison conformément à la législation dans l'état de Californie pour avoir publié une photo nue de son ex-petite amie avec des commentaires désobligeants sur la page Facebook de son employeur.

##### Tort et violation du droit de la vie privée
Des poursuites récentes dans des cas de revenge porn ont allégué une invasion de la vie privée, la divulgation publique de faits privés et l'infliction intentionnellement de détresse émotionnelle contre les personnes qui ont rendu publiques des images sexuelles. Quarante États, dont la Californie et New York, ont des lois anti-cyberharcèlement qui peuvent être applicables à des cas de revenge porn.
En février 2014, un règlement de 500 000 $ a été attribué à une femme du Texas qui avait porté plainte contre son ex-petit ami qui avait affiché des vidéos et des photos d'elle sur Internet. L'État n'avait pas de loi spécifique au revenge porn au moment du procès,,. Le Communications Decency Act, également connu comme le §230, protège les sites Web et les fournisseurs d'accès de toute responsabilité pour le contenu publié par des utilisateurs,.

###### Communications Decency Act §230
Des poursuites récentes de revenge porn accusent des fournisseurs d'accès à Internet au même titre que des sites web et des personnes qui ont téléchargé des images sexuelles sans consentement. Selon le §230, si le contenu téléchargé par un utilisateur sur un site web ne viole pas le droit d'auteur ou les lois pénales, le site n'a aucune obligation d'en supprimer le contenu.

###### Droit d'auteur
80 % des photos et des vidéos de revenge porn ont été prises par le sujet lui-même. L'auteur d'une image peut intenter une poursuite pour violation de droit d'auteur contre la personne qui a téléchargé son selfie. Selon le Digital Millennium Copyright Act, les victimes peuvent aussi déposer une demande de retrait des images auprès des sites qui les hébergent.

##### Contrat de mariage
De plus en plus, les couples conviennent de contrats de mariage et y incluent des clauses relatives aux médias sociaux. Certaines de ces clauses incluent des dispositions relatives à la revenge porn : par exemple, les membres d'un couple peuvent s'engager à ne pas partager des vidéos, des photos ou des messages qui sont susceptibles de nuire à la réputation professionnelle de l'autre membre.

##### Premier Amendement et loi anti-SLAPP
Certains défenseurs de la liberté d'expression s'opposent aux lois sur la revenge porn sur la base du Premier amendement de la Constitution des États-Unis. Les tribunaux américains sont généralement réticents à appliquer les législations qui restreignent la liberté d'expression.
Les téléchargeurs et les sites de revenge porn peuvent également contester les poursuites en utilisant les dispositions contre les poursuites stratégiques contre la mobilisation publique (SLAPP) qui permettent aux défendeurs de contrer les poursuites visant à étouffer la liberté d'expression.

### Australie
L'état australien de Victoria a modifié ses lois préexistantes de sexting pour interdire l'envoi de photos sexuellement explicites d'une tierce partie.

### Asie
Le Japon a criminalisé le revenge porn en 2014.
Les Philippines ont criminalisé la copie, la reproduction, le partage et l'affichage sur Internet d'images ou de vidéos sexuellement explicites sans le consentement écrit de la personne représentée.
En janvier 2014, Israël est devenu le premier pays à adopter une loi qui classe le revenge porn comme un crime sexuel. Le partage de vidéos sexuellement explicites sans le consentement de la personne représentée est passible de cinq ans de prison.
En 2014, le Liban, l'Arabie saoudite et l'Égypte n'ont pas de législation spécifique contre le revenge porn ; en revanche, des lois contre la pornographie, l'indécence, la diffamation ou la violation de la vie privée peuvent s'appliquer à des situations de revenge porn.

### Europe
De nombreux pays européens ont des lois sur la vie privée qui peuvent s'appliquer au revenge porn.

#### France
La France criminalise la violation délibérée de la vie privée intime d'autrui par la « transmission d'une image d'une personne qui est dans un lieu privé, sans le consentement de la personne concernée ».
L'amendement de 2016 à la loi sur cybercriminalité prévoit une peine de deux ans de prison.
Un arrêt de la chambre criminelle de la Cour de cassation en date du 16 mars 2016 avait précisé que n’était pas pénalement réprimé le fait de diffuser, sans son accord, l’image d’une personne réalisée dans un lieu privé avec son consentement. 
Le législateur est intervenu pour mettre fin à cette situation. Depuis la loi no 2016-1321 du 7 octobre 2016 pour une République numérique, a été introduit dans le Code pénal l'article 226-2-1 réprimant le revenge porn.
Il dispose que « Lorsque les délits prévus aux articles 226-1 et 226-2 portent sur des paroles ou des images présentant un caractère sexuel prises dans un lieu public ou privé, les peines sont portées à deux ans d'emprisonnement et à 60 000 € d'amende. Est puni des mêmes peines le fait, en l'absence d'accord de la personne pour la diffusion, de porter à la connaissance du public ou d'un tiers tout enregistrement ou tout document portant sur des paroles ou des images présentant un caractère sexuel, obtenu, avec le consentement exprès ou présumé de la personne ou par elle-même, à l'aide de l'un des actes prévus à l'article 226-1. »

#### Allemagne
En mai 2014, une haute cour allemande a statué que les photographies intimes d'un partenaire devraient être supprimées si le partenaire le demande.

#### Royaume-Uni

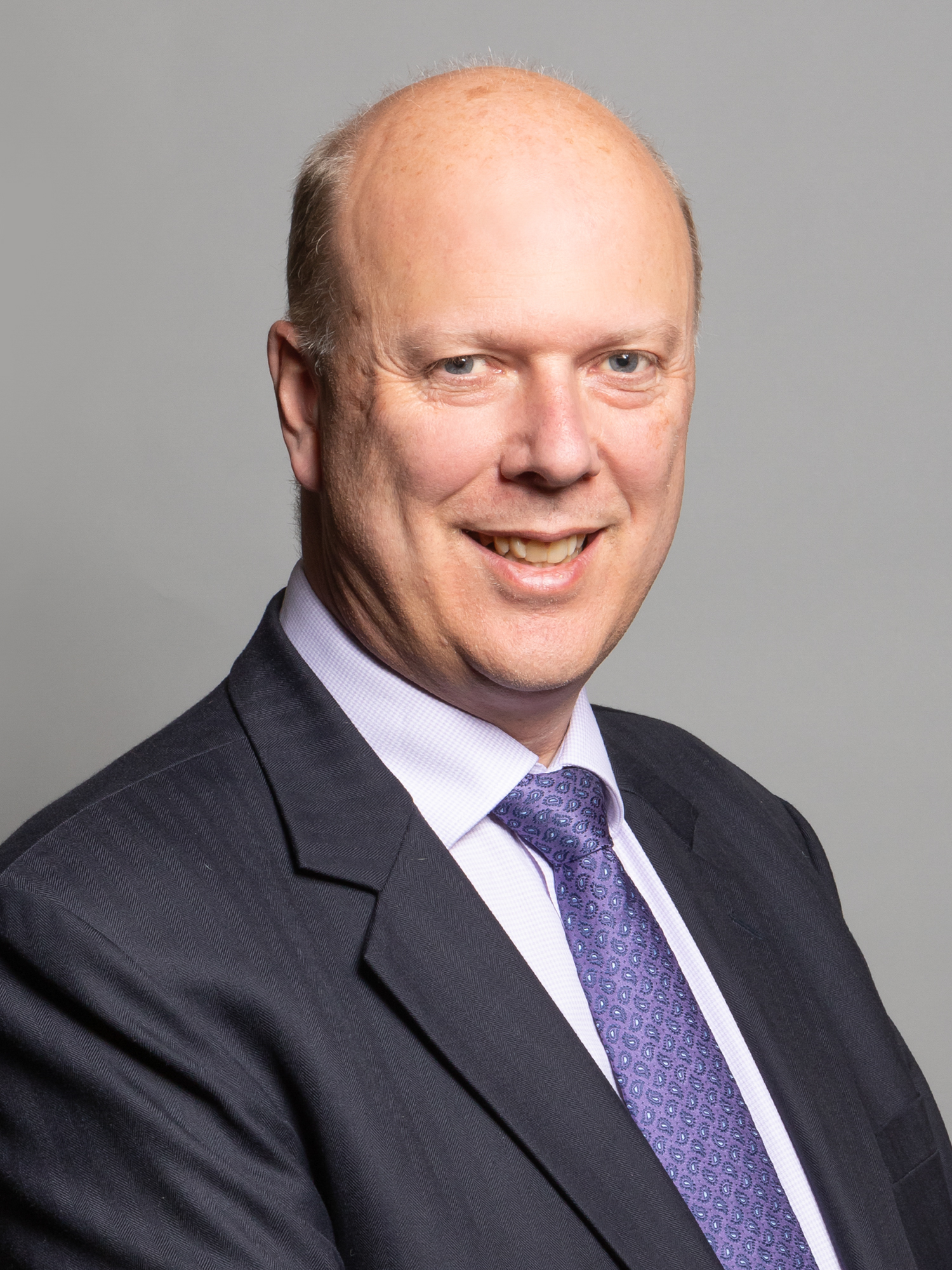
Chris Grayling.

En avril 2014, des organismes caritatifs du Royaume-Uni, incluant The National Stalking Helpline (en), Women's Aid Federation of England (en) et le UK Safer Internet Centre (en) ont rapporté une utilisation accrue des sites des revenge porn. Polly Neate, la présidente de Women's Aid Federation of England (en) a déclaré : « Pour être efficace, toute tentative d'attaquer le revenge porn doit également viser tous les autres types de violences psychologiques et de comportement de contrôlant, et le revenge porn est juste une autre forme de contrôle coercitif. Ce contrôle est central dans la violence domestique, c'est pourquoi nous faisons campagne pour que les abus psychologiques et les contrôles coercitifs soient criminalisés ». En juillet, le ministre de la Justice, Chris Grayling, a annoncé des plans pour « prendre des mesures appropriées » pour contrer la revenge porn en Grande-Bretagne. Un comité de la Chambre des lords, dans un rapport sur la criminalité de médias sociaux, a par la suite appelé à une clarification du Director of Public Prosecutions (en) quant au moment où le revenge porn devient un crime,.
En février 2015, il a été annoncé que le Criminal Justice and Courts Act 2015, qui contient un amendement portant spécifiquement sur le revenge porn, avait reçu la sanction royale. La loi est maintenant en place en Angleterre et au Pays de Galles et les contrevenants risquent jusqu'à deux ans de prison.

## Cas célèbres
En 2007, une ancienne sextape de Kim Kardashian et Ray J est commercialisée par Vivid Entertainment sous le titre Kim Kardashian, Superstar. Selon un communiqué de presse publié par Vivid Entertainment, la société a acheté la bande à un « tiers » pour 1 million de dollars. 
En 2019, Katie Hill, élue du congrès américain, a été contrainte de démissionner. Son ex-mari a révélé qu'ils avaient formé un ménage à trois avec Morgane Desjardins, l'une de ses collaboratrices.

## Dans la littérature
- 2023 : Salma El Moumni, Adieu Tanger[66] (Grasset)